# Cluj-Mărăști

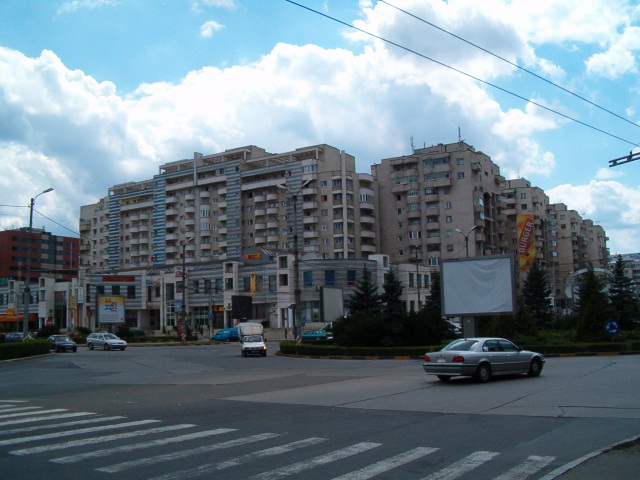
Wohnblock am Piața Mărăști

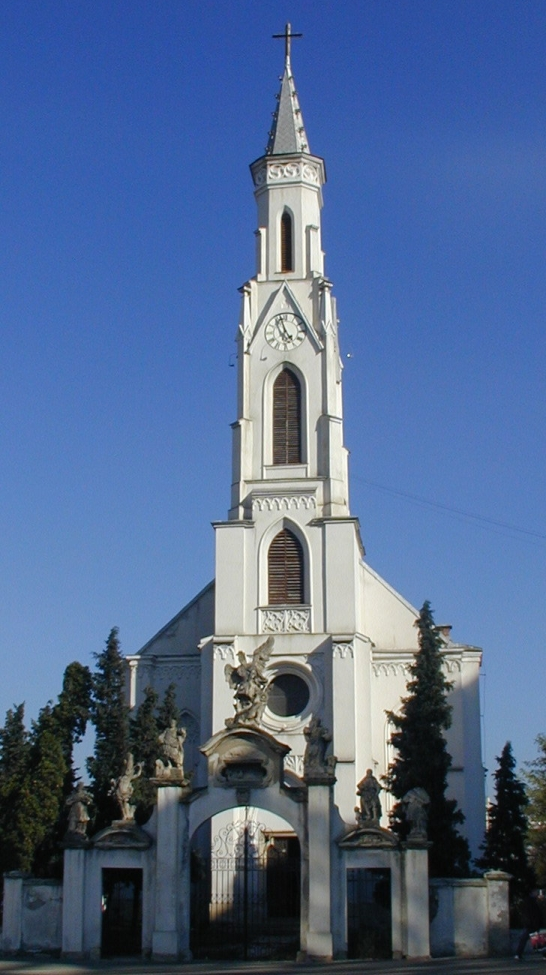
Sankt Peterskirche

Mărăști [mərəʃtʲ], früher Szentpéter und Hóstát, ist ein Stadtteil im Nordosten von Cluj-Napoca (dt. Klausenburg, ung. Kolozsvár), Rumänien, und eine der großen sozialistischen Plattenbausiedlungen der Stadt.

## Geschichte
Das heutige Viertel erstreckt sich auf dem Gebiet der Dörfer, die sich im Mittelalter vor dem östlichen Tor Klausenburgs befanden. Das bedeutendste von diesen war Petersdorf (ung. Szentpéter), dessen im Jahr 1416 belegte katholische Pfarrkirche bis heute besteht. 
Die ganze Gegend wurde seit dem 19. Jahrhundert Hóstát genannt, wahrscheinlich eine Ableitung aus dem deutschen Hochstadt oder Hofstadt. Die Einwohner waren durch den Verkauf ihrer landwirtschaftlichen Produkte auf dem Klausenburger Markt als "Hóstáti" (ung.) bzw. "Hoştezeni" (rum.) bekannt.
Der größte Teil des ehemaligen Hóstát mit seinen vielen Gärten wurde im Zuge der Errichtung des Plattenbauviertels bis 1985 abgerissen. Der Abriss gehörte zum Programm zur Systematisierung der Dörfer. In die neu errichteten mehrstöckigen und grauen Wohnblöcke zogen vor allem Arbeiter der nahen Industriewerke. 
Im Zuge der nationalkommunistischen Ideologie wurde das Viertel nach der 1917 zwischen den rumänischen und den österreichisch-ungarischen Armeen stattgefundenen Schlacht von Mărăști umbenannt.

## Infrastruktur
Durch Mărăști führt die stark befahrene Nationalstraße DN1C. Der Stadtteil ist gut an das Oberleitungsbus- und Omnibus-Netz von Cluj angebunden und hat ein eigenes Rathaus. In der Nähe befindet sich der internationale Flughafen, 2007 eröffnete das Einkaufszentrum Iulius Mall. Am Campus Universitar befindet sich u. a. die wirtschaftswissenschaftliche Fakultät der Babeș-Bolyai-Universität. Auf dem Gelände der Expo Transilvania finden nationale und internationale Messen statt. In und um den Piața Mărăști befinden sich ein großer Marktplatz, zahlreiche Geschäfte und die Bibliothek Octavian Goga.
Von den historischen Gebäuden ist die Sankt-Peterskirche erhalten, vor der sich ein Barockportal und eine Mariensäule aus dem 18. Jahrhundert befinden. Direkt neben ihr steht das gläserne, 50 m hohe Bürogebäude der Rumänischen Entwicklungsbank (BRD) von 1997.